# Marble City Community
Marble City Community est une census-designated place du comté de Sequoyah, dans l'État d'Oklahoma, aux États-Unis,. En 2000, elle compte une population de 420 habitants.